# One Step Closer (EP)
One Step Closer je první oficiální album rakouské blues-rockové zpěvačky Saint Lu, které vyšlo anonymně pod jménem Luise v roce 2004. Vydavatelem alba bylo rakouské nezávislé vydavatelství „Agentur Netzwerk“. EP obsahuje 3 skladby, z nichž 2 napsala sama Saint Lu. Třetí skladba je coververzí tradiční písně Amazing Grace. EP nezaznamenalo větší úspěch. Momentálně se již nevydává a ani není k dostupně v žádných obchodech ani k digitálnímu stažení. Ačkoliv je název EP One Step Closer, píseň nazvanou One Step Closer neobsahuje. V interview Saint Lu sdělila, že EP nazvala „one step closer“ (v překladu „o krok blíže“), protože pro ni znamenalo krok kupředu v její hudební kariéře. EP se od ostatních alb (Saint Lu a 2) liší více pop-rockově orientovaným zvukem.

## Seznam skladeb
| Pořadí         | Název                                     | Délka |
| -------------- | ----------------------------------------- | ----- |
| 1.             | Why Are You Under My Skin? (Luise Gruber) | 4:01  |
| 2.             | Left To Heaven (Luise Gruber)             | 3:18  |
| 3.             | Amazing Grace (Tradiční - John Newton)    | 3:04  |
| Celková délka: | Celková délka:                            | 10:23 |